# Sky 1
Sky 1 (dawniej: Sky One) – była brytyjska stacja telewizyjna, której właścicielem było Sky Group, część Comcast. Została uruchomiona 26 kwietnia 1982 roku. Kanał ten dostępny był w Wielkiej Brytanii i w Irlandii.
Stacja była dostępna na platformie cyfrowej Sky Digital na pozycji 106 oraz u operatorów telewizji kablowej Virgin Media na pozycji 121 i UPC Ireland na kanale 114.
Stacja w marcu 2010 posiadała 1,0% udziałów w rynku.
W ramach rebrandingu, 1 września 2021 stacja Sky 1 została zamknięta, a jej miejsce zajął kanał Sky Showcase.

## Sky 1 HD
Sky 1 HD (dawniej: Sky One HD) – brytyjski kanał telewizyjny wysokiej rozdzielczości HDTV – High Definition, którego właścicielem było Sky Group. Został uruchomiony 22 maja 2006 roku.
Stacja ta dostępna była za pośrednictwem platformy cyfrowej Sky Digital na pozycji 170.

## Programy
Sky1 emitowała przeważnie programy ze stajni FOX-a. Jako jedyny kanał w Wielkiej Brytanii mogli pokazywać ostatnią serię animowanego serialu The Simpsons. Na Sky1 były emitowane audycje WWE (World Wrestling Entertainment), które później zostały przeniesione do Sky3. Kanał emitował również starsze filmy wytwórni FOX.